# ビンセント・ポイエー
- ヴァンサン・ポワリエ

ヴィンセント・ポイエー (Vincent Poirier, 1993年10月17日 - ) は、フランス・クラマール出身のプロバスケットボール選手。ポジションはセンター。

## 来歴

### NBA以前
2014年4月24日にLNBのパリス・レバロイス・バスケットと3年契約を結んだ。
2016年7月にオーランド・マジックの一員としてNBAサマーリーグに参加し、5試合で平均4.2得点、4.4リバウンド、0.6アシスト、0.4ブロックの成績を記録したが、NBAチームと契約することはできなかった。
2017年6月14日にユーロリーグのリーガACBに所属するサスキ・バスコニアと3年契約を結んだ。
2018-19シーズンはユーロリーグのリバウンド王に輝き、オールユーロリーグチームの2ndチームに選出された。この年のオフにNBAでのプレーを目指しチームを離脱した。

### ボストン・セルティックス
2019年7月15日にボストン・セルティックスと契約した。
2019-20シーズンはNBAで22試合に出場した。

### フィラデルフィア・セブンティシクサーズ
2020年11月19日にドラフト指名権とのトレードでオクラホマシティ・サンダーに移籍し、その後12月8日にアル・ホーフォードとのトレードで、ダニー・グリーン、テレンス・ファーガソンと共にフィラデルフィア・セブンティシクサーズへ移籍した。

### ヨーロッパ復帰(2021-)
2024年6月25日、ユーロリーグとBSLに所属するアナドル・エフェスSKへ3年契約で加入すると発表された。

## 個人成績

### NBAレギュラーシーズン
| シーズン | チーム | GP | GS | MPG | FG%  | 3P%  | FT%  | RPG | APG | SPG | BPG | PPG |
| -------- | ------ | -- | -- | --- | ---- | ---- | ---- | --- | --- | --- | --- | --- |
| 2019–20  | BOS    | 22 | 0  | 5.9 | .472 | .500 | .857 | 2.0 | .4  | .1  | .4  | 1.9 |
| Career   | Career | 22 | 0  | 5.9 | .472 | .500 | .857 | 2.0 | .4  | .1  | .4  | 1.9 |

### ユーロリーグ
| シーズン | チーム     | GP | GS | MPG  | FG%  | 3P%  | FT%  | RPG | APG | SPG | BPG | PPG  |
| -------- | ---------- | -- | -- | ---- | ---- | ---- | ---- | --- | --- | --- | --- | ---- |
| 2017–18  | バスコニア | 34 | 23 | 17.9 | .573 | .000 | .725 | 5.2 | 1.0 | .6  | .9  | 8.2  |
| 2018–19  | バスコニア | 34 | 26 | 25.6 | .617 | .000 | .731 | 8.3 | 1.1 | .8  | .8  | 11.9 |
| Career   | Career     | 68 | 49 | 21.8 | .599 | .000 | .728 | 6.8 | 1.0 | .7  | .8  | 10.1 |